# Torneio Municipal de Futebol do Rio de Janeiro de 1947
O Torneio Municipal de Futebol do Rio de Janeiro de 1947 foi uma competição oficial entre clubes de futebol da cidade do Rio de Janeiro, no Brasil, cidade que então tinha o status de Distrito Federal, sendo essa a sexta edição do Torneio Municipal de Futebol do Rio de Janeiro, disputa que antecedia o início do Campeonato Carioca, pelos mesmos clubes, classificados que eram para as duas competições.

## História
Tendo se sagrado campeão o Vasco da Gama, a disputa teve como vice o Botafogo. Na nona rodada, em 7 de junho, a vitória do Vasco da Gama por 3 a 2 sobre o Fluminense na Gávea garantiu o título com antecedência ao cruzmaltino. Já na última rodada, a goleada aplicada pelo Botafogo por 6 a 1 contra o America em São Januário assegurou a segunda colocação, apesar da vitória do Flamengo sobre o Bangu por 8 a 5 nas Laranjeiras, por conta do maior saldo alvinegro.

## Regulamento
Os onze participantes jogariam contra os demais clubes em jogos de ida no sistema de pontos corridos, em campos neutros, sendo campeão aquele que fizesse mais pontos e, em caso de empate, três partidas extras para definir o título de campeão. Por conta do número ímpar de participantes, a cada rodada, uma equipe folgava.

## Classificação final
| Pos. | Time          | Pts | J  | V | E | D | GP | GC | SG  |
| ---- | ------------- | --- | -- | - | - | - | -- | -- | --- |
| 1    | Vasco da Gama | 17  | 10 | 8 | 1 | 1 | 40 | 15 | +25 |
| 2    | Botafogo      | 14  | 10 | 6 | 2 | 2 | 34 | 11 | +23 |
| 3    | Flamengo      | 14  | 10 | 6 | 2 | 2 | 24 | 18 | +6  |
| 4    | Fluminense    | 12  | 10 | 4 | 4 | 2 | 24 | 16 | +8  |
| 5    | America       | 11  | 10 | 5 | 1 | 4 | 30 | 28 | +2  |
| 6    | São Cristóvão | 10  | 10 | 4 | 2 | 4 | 19 | 14 | +5  |
| 7    | Madureira     | 10  | 10 | 4 | 2 | 4 | 24 | 25 | –1  |
| 8    | Canto do Rio  | 9   | 10 | 4 | 1 | 5 | 20 | 23 | –3  |
| 9    | Bonsucesso    | 7   | 10 | 3 | 1 | 6 | 13 | 28 | –15 |
| 10   | Olaria        | 4   | 10 | 1 | 2 | 7 | 13 | 35 | –22 |
| 11   | Bangu         | 2   | 10 | 1 | 0 | 9 | 17 | 45 | –28 |

## Campanha do campeão
1. 13/04 - Vasco 4–1 Botafogo - (General Severiano).
2. 20/04 - Vasco 8–0 Bangu - (Conselheiro Galvão).
3. 27/04 - Vasco 6–1 Bonsucesso - (Caio Martins).
4. 04/05 - Vasco 6–2 Olaria - (Caio Martins).
5. 11/05 - Vasco 2–1 São Cristóvão - (General Severiano).
6. 17/05 - Vasco 5–0 Canto do Rio - (General Severiano).
7. 25/05 - Vasco 2–2 Flamengo - (General Severiano).
8. 31/05 - Vasco 0–4 Botafogo - (Gávea).
9. 07/06 - Vasco 3–2 Fluminense - (Gávea).
10. 21/06 - Vasco 4–2 Madureira - (General Severiano).

## Premiação
| Torneio Municipal de 1947               |
| Rio de Janeiro                          |
| --------------------------------------- |
| VASCO DA GAMA Tetracampeão (4.º título) |